# Dworzysko (województwo kujawsko-pomorskie)
Dworzysko – wieś w Polsce położona w województwie kujawsko-pomorskim, w powiecie świeckim, w gminie Świecie.
W latach 1975–1998 miejscowość administracyjnie należała do województwa bydgoskiego. Według Narodowego Spisu Powszechnego (III 2011 r.) liczyła 301 mieszkańców. Jest siódmą co do wielkości miejscowością gminy Świecie.
Na terenie wsi zlokalizowany jest nieczynny cmentarz ewangelicki.